# Carlos de Haes
Carlos de Haes (* 27. Januar 1826 in Brüssel; † 17. Juni 1898 in Madrid) war ein spanischer Landschaftsmaler und Impressionist belgischer Abstammung.

## Leben

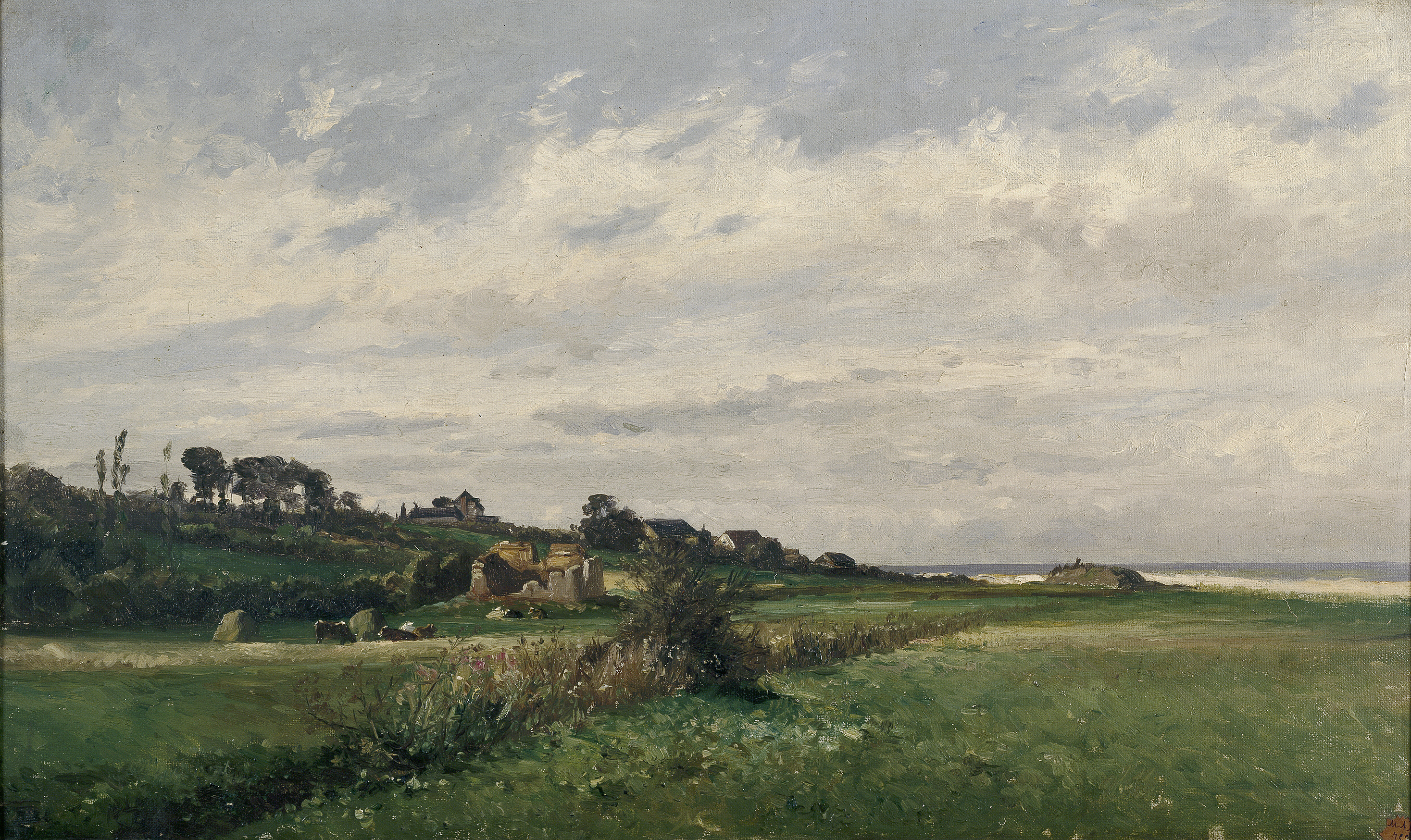
Carlos de Haes:
Praderas (Villerville)

Carlos de Haes wurde in Brüssel geboren, zog allerdings bereits 1835 mit seiner Familie nach Málaga und kam dort in die Lehre des spanischen Porträtmalers Luis de la Cruz y Ríos. 1850 ging er zurück nach Belgien und arbeitete bei dem Landschaftsmaler José Quinaux. Während dieser Zeit bereiste er Frankreich, Deutschland und die Niederlande und lernte die verschiedenen Formen der romantischen und realistischen Malerei kennen. 
1855 kehrte de Haes nach Spanien zurück und stellte seine Landschaftsbilder mit großem Erfolg in verschiedenen Ausstellungen, insbesondere auf der Exposición Nacional in Madrid aus. 1857 konnte er sich als spanischer Staatsbürger mit seinem Blick auf den königlichen Palast von der Casa de Campo 1857 den Lehrstuhl für Landschaftsmalerei an der Real Academia de Bellas Artes de San Fernando in Madrid sichern. 1860 wurde er Académico de mérito an der Academia de San Fernando. In den 1870er Jahren konzentrierte sich de Haes vermehrt auf die Landschaften der Pyrenäen und der Sierra de Guadarrama in Kastilien. Außerdem reiste er in Gebiete, die bis dahin von spanischen Künstlern ignoriert wurden, und malte mit dicken Pinselstrichen auf kleinem Format Landschaften in Aragón, Elche und auf Mallorca.
Durch seinen eigenen Stil einer realistischen Landschaftsdarstellung als Kontrast zu der vorherrschenden Romantik, und seine bekannten Schüler gehörte er schon bald zu den bekanntesten und einflussreichsten Landschaftsmalern des Landes und wurde durch zahlreiche Preise auf den Ausstellungen in Madrid bedacht. Er etablierte die Plein-Air-Malerei und war der Überzeugung, dass nur letzte Korrekturen im Atelier durchgeführt werden sollten. Zu seinen Studenten gehörten dabei unter anderen Aureliano de Beruete, Darío de Regoyos Valdes, Agustín Riancho, Espina und Morera.
Nach seinem Tod 1898 erbten vor allem seine Verwandten sein mittlerweile vorhandenes Vermögen, seine Bilder vermachte er seinen Schülern, die sie wiederum dem Museo Nacional de Arte Moderno in Madrid schenkten. 1900 wurden sie in einem eigens für diese Bilder geschaffenen Raum aufgehängt und präsentiert, während der zweiten Republik bei einer Renovierung allerdings wieder entfernt, und die Sammlung wurde aufgelöst. Einen weiteren Ausstellungsraum seiner Bilder richtete sein ehemaliger Schüler Morera in Lleida ein, viele seiner Bilder sind heute zudem im Museo del Prado in Madrid zu sehen.

## Werke (Auswahl)

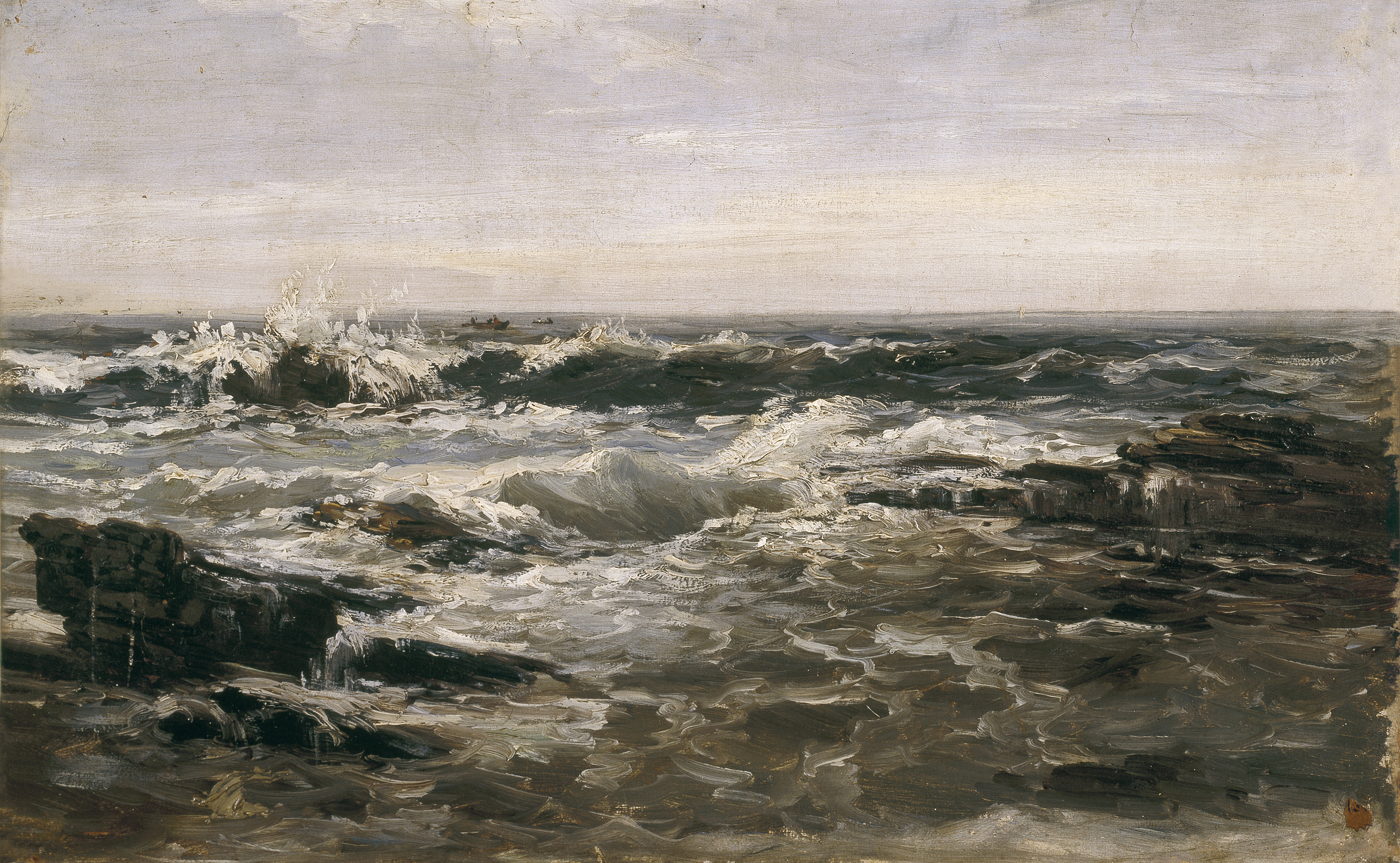
Rompientes
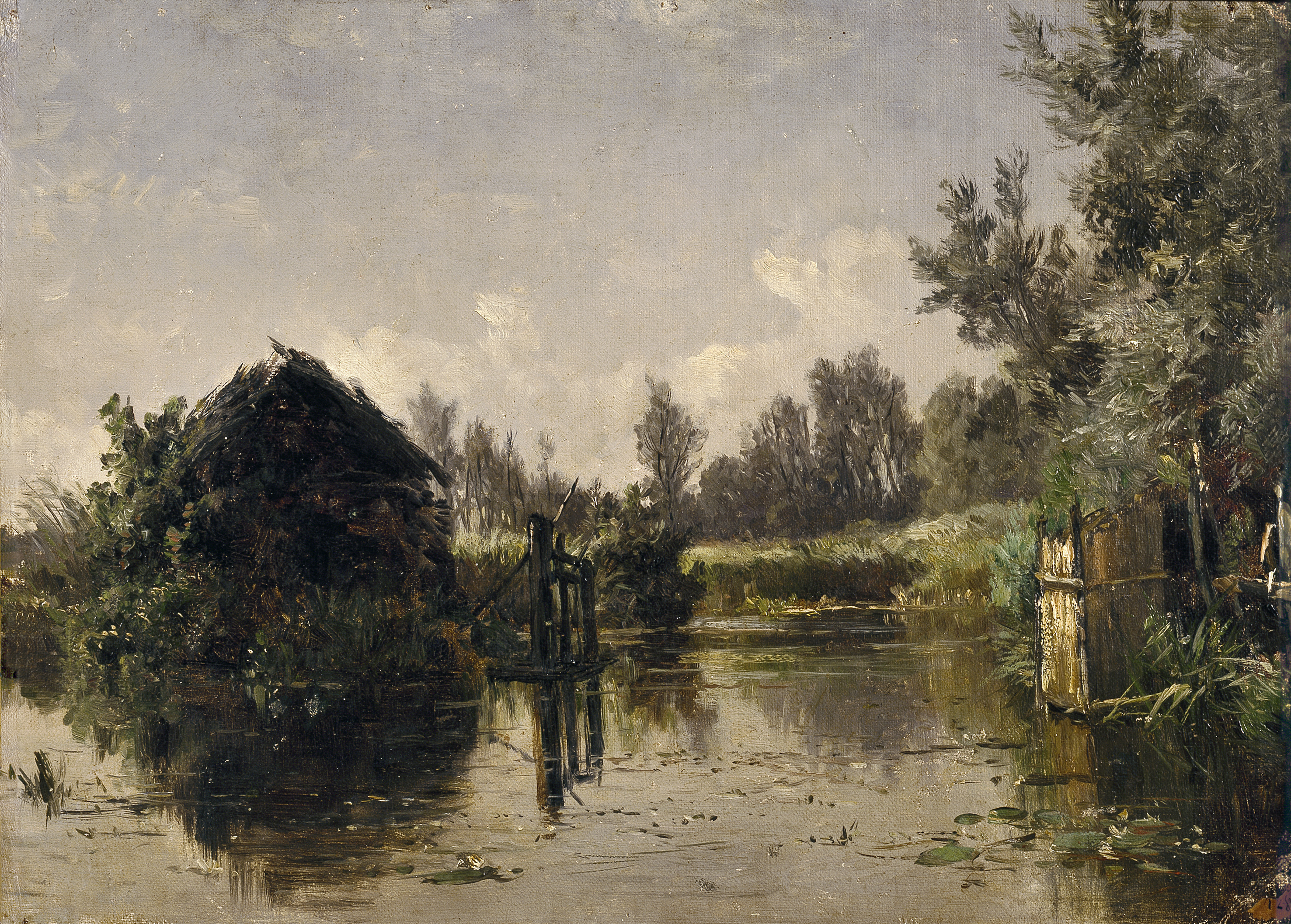
Canal abandonado. Vriesland
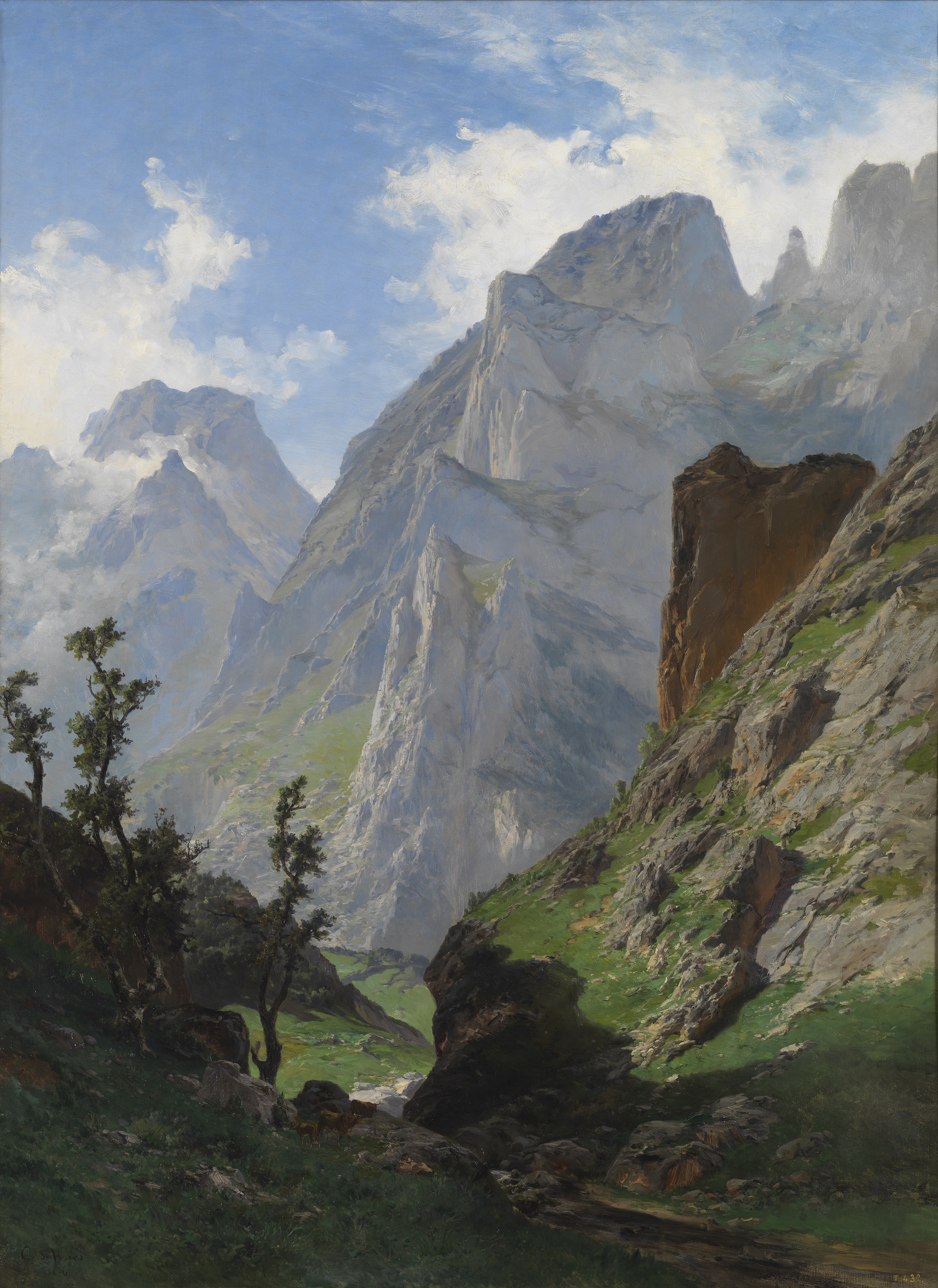
Los picos de Europa
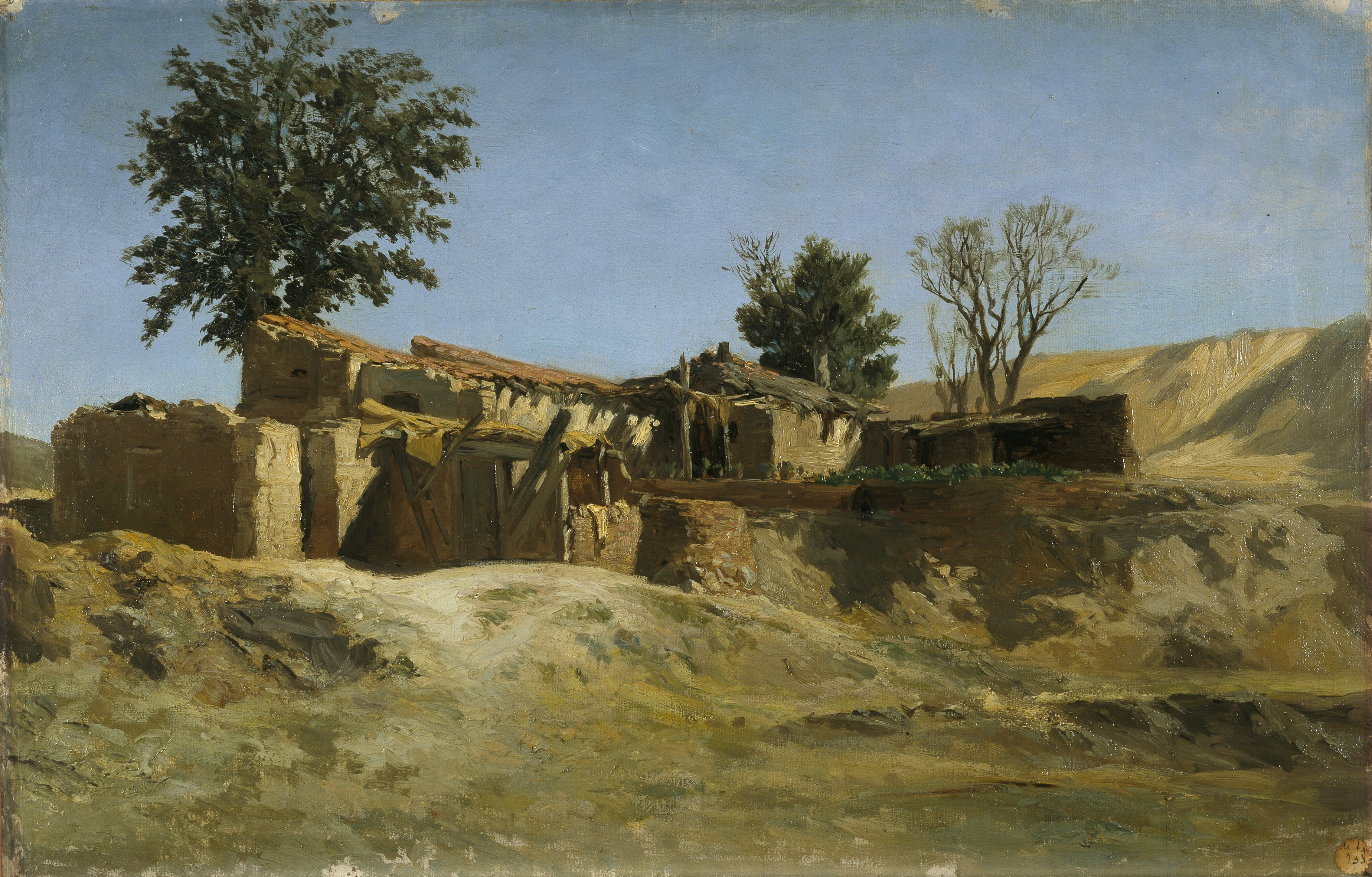
Tejares de la Montaña de Príncipe Pío